# Ancylolomia umbonella
Ancylolomia umbonella là một loài bướm đêm trong họ Crambidae.